# Ґлувев
Ґлувев (пол. Główiew) — село в Польщі, у гміні Старе Място Конінського повіту Великопольського воєводства.
Населення — 621 особа (2011).
У 1975-1998 роках село належало до Конінського воєводства.

## Демографія
Демографічна структура станом на 31 березня 2011 року:
|          | Загалом | Допрацездатний вік | Працездатний вік | Постпрацездатний вік |
| -------- | ------- | ------------------ | ---------------- | -------------------- |
| Чоловіки | 306     | 75                 | 205              | 26                   |
| Жінки    | 315     | 72                 | 190              | 53                   |
| Разом    | 621     | 147                | 395              | 79                   |